# Mihály arkangyal
Mihály arkangyal (héber: מִיכָאֵל) a judaizmus, a kereszténység és az iszlám arkangyala. Nevének legkorábbi fennmaradt említése a Kr.e. 3. és 2. századi zsidó művekben található, ahol ő az angyalok és arkangyalok vezetője.  Többször is úgy ábrázolják, mint a mennyei seregek vezetőjét és Izrael fiait segítő harcost.
A kereszténység szinte az összes rá vonatkozó zsidó hagyományt átvette, de a kereszténységgel ellentétben a judaizmusban soha nem kap „isteni tulajdonságokat”. Kifejezetten említi a Jelenések 12:7–12, ahol a Sátánnal harcol, és Júdás levele, ahol a szerző Mihállyal szembeállítva elítéli az eretnekeket. A keresztény egyház történetének korai szakaszában az egyházi seregek segítőjének tekintették a pogányok és az ördög támadásai ellen.
A pogány magyarok feletti 955-ös augsburgi győztes csata után a Keleti-Frank Birodalom, majd Németország védőszentjének nyilvánították.
Mind az ortodox, mind a katolikus egyház a szentek közé sorolta, ezért szerepel a liturgikus naptárjukban.
A katolikus hagyományban egyike a hét arkangyalnak, ő a mennyei hadak nagy vezére és győztes harcosa. Ünnepnapja szeptember 29. (a 6. századtól tartják). Jelképe hatalmas kardja, mellyel legyőz minden gonoszt, akaratereje hatalmas, mint ahogyan ő maga is.

## Nevének jelentése

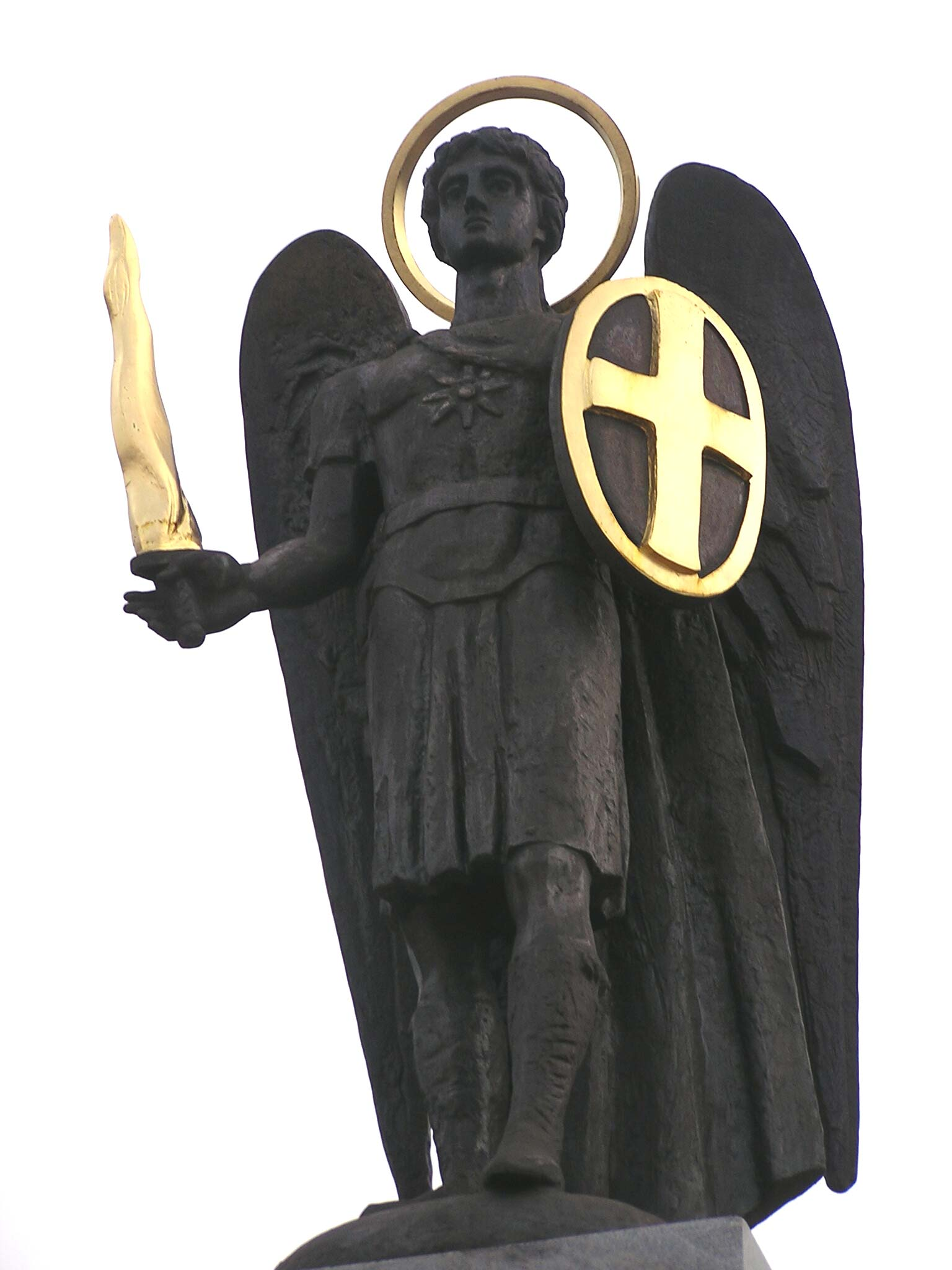
Szent Mihály-szobor, Donyeck, Ukrajna

Neve a héber „mi ká él” = „ki olyan, mint az Isten?” kifejezésből ered. A zsidó és az erre épülő keresztény hagyomány szerint Szent Mihály arkangyal az Istenhez hűséges angyalok vezére, akik Isten oldalán állnak a lázadó angyalok, azaz a gonosz lelkek elleni harcban. Az Istenhez hűséges angyalok jelszava, csatakiáltása: Ki olyan, mint az Isten?!, aminek voltaképpeni értelme ez: Senki sem olyan mint az Isten, vagyis: Isten a leghatalmasabb, ő a győztes, őt kell Úrnak elismerni, őt kell szolgálni.
A név jelentését olykor megpróbálják "Aki olyan, mint az Isten" értelemben magyarázni, ez azonban félreértés. Nyelvileg azért, mert a héber מי (mí) szócskának, mely a név első tagját alkotja, csak kérdő értelme lehet: ki?, kicsoda?; aki-t nem jelenthet (az utóbbit héberül az אשר (aser) szócska fejezi ki.) Tartalmilag pedig azért, mert a bibliai gondolkodástól teljességgel idegen is lenne a mennyei seregek vezérét "olyan, mint az Isten"-nek nevezni, hiszen az Istenhez való hűség lényege ebben a felfogásban épp a tőle való különbözés, neki való alávetettség elfogadása.

## Melléknevei
Melléknevei: Isten Hercege, Arkangyalok vezére, Nyugat ura, a Merkúr angyalainak ura, a Mennyország Seregeinek kapitánya, a Mennyország seregeinek hercege, a Mennyország alkirálya, a római katolikus egyház védőszentje, Izrael védőszentje, Mennyek Seregének főparancsnoka, az Erény hercege, Isteni védelmező, a Fény Hercege, a Béke védelmezője, Vasárnap angyala, a Tűz angyala, az Olajfa angyala, a Mandulafa angyala.
Szent Mihály földi megtestesülése Sárkányölő Szent György.
Az ezoterikusok Mihály arkangyalt a Merkúr lelkének tartják.

## Tettei
Bibliai történetekhez kapcsolódóan:

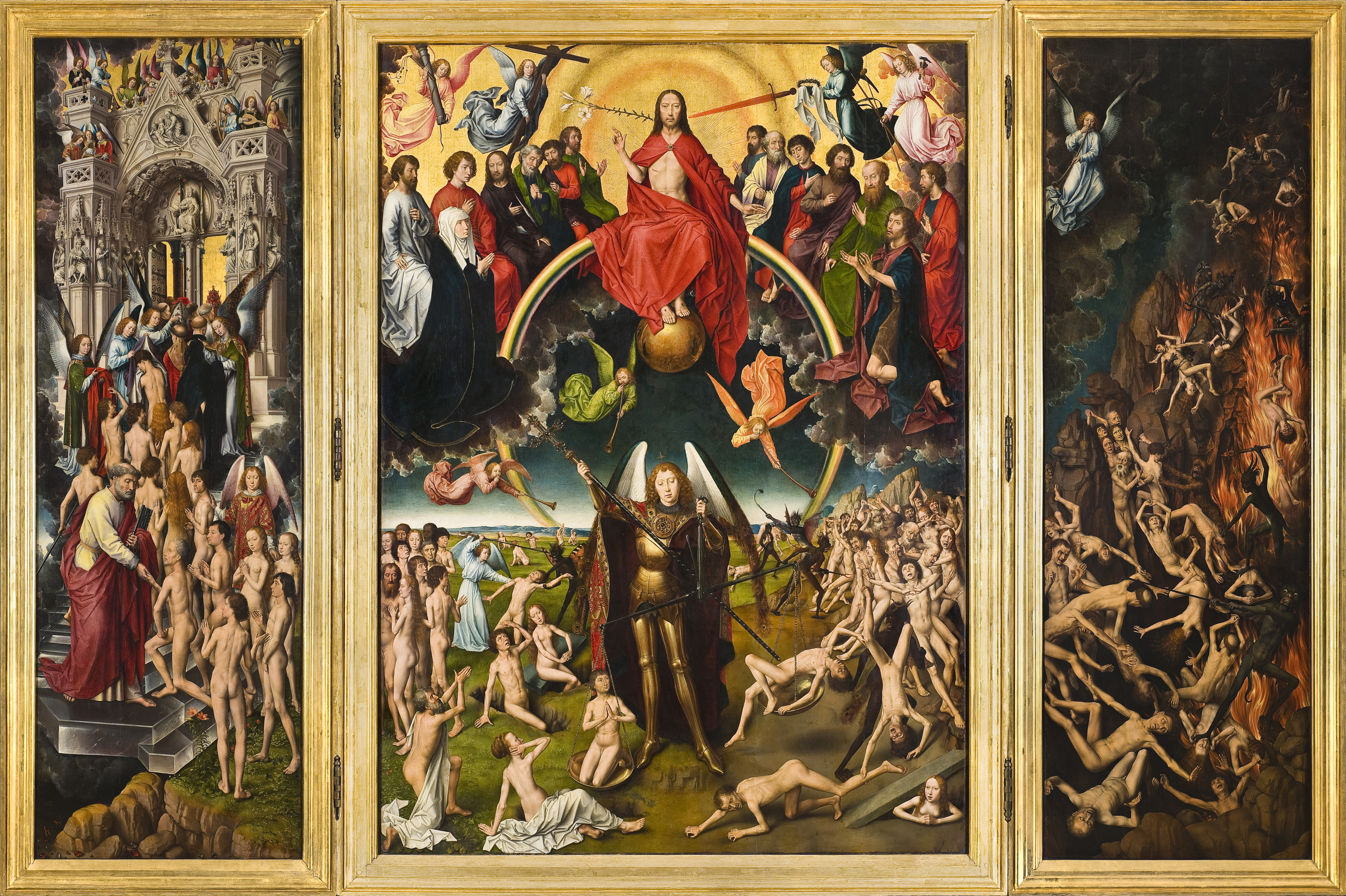
Hans Memling: Utolsó ítélet, Szent Mihály arkangyalt ábrázolja, aki megméri lelkeket és a kárhozottakat a pokolba irányítja.

- Az Isten ellen fellázadt Lucifert eltiporta, és lándzsájával átszúrta, majd letaszította a Földre.
- Felemelte a mennybe Énok prófétát.
- A Jelenések Könyve szerint a végítéletkor feloldozza a Sátán láncait, és ideiglenesen hagyja, hogy kitombolja magát a földön.
- Nem általános keresztény felfogás szerint Isten büntetését is végrehajtja az embereken: részt vett például az egyiptomi elsőszülöttek lemészárolásában is, vezette az egyiptomiakat büntető angyalokat.

A Biblia név szerint ötször említi. Az Ószövetségben Dániel próféta könyve háromszor, az Újszövetségben egyszer Júdás Tádé apostol levele és egyszer a Jelenések könyve (SZIT fordítás):
- Dán 10,13 - A perzsák országának (angyal) fejedelme huszonegy napon át ellenállt nekem. De Mihály, az egyik legfőbb fejedelem, segítségemre jött. Ott is hagytam, hogy küzdjön meg a perzsák királyával...
- Dán 10,21b - És nem lesz velük szemben senki más segítségemre, csak Mihály, a ti fejedelmetek...
- Dán 12,1 - Abban az időben fölkel Mihály, a nagy fejedelem, néped fiainak oltalmazója; mert olyan szorongattatás ideje következik, amilyen még nem volt soha, amióta nemzetek vannak. Abban az időben megszabadul néped, mind, aki be van írva a könyvbe.
- Júdás 1,9 - jóllehet még Mihály főangyal sem mert káromló ítéletet kimondani, amikor Mózes holtteste miatt heves vitába szállt a sátánnal, csak ennyit mondott: "Büntessen meg az Úr!"
- Jel 12,7 - Ezután nagy harc támadt a mennyben. Mihály és angyalai megtámadták a sárkányt. A sárkány és angyalai védekeztek...

Nem-bibliai legendák szerint:
- 452-ben Attila hunok fejedelme Ravennánál tárgyalt I. Leó pápával, és ekkor .. feje fölött a levegőben egy férfiút láta lebegni, kezében kivont karddal, ki fogait csikorgatva fejét lecsapni fenyegetőzik… Forrás: Márk Krónikája- Képes krónika
- 495-ben megjelent a Monte Gargano-hegyen, ahol eltérítette a repülő nyílat, amellyel egy dühös gazda meg akarta ölni eltévedt bikáját.
- 590 körül, a pestisjárvány idejében megjelent Nagy Gergely pápának az Angyalvár felett, és visszadugta véres kardját a hüvelyébe, ezzel jelezve a járvány végét.
- 708-ban megjelent a Mont Saint Michel domb tetején Aubert de Avranches püspöknek, és felszólította őt, hogy azon a helyen építsen templomot.
- 1077 körül Szent László és Salamon viadala közben Salamon …két angyalt láta László feje fölött tüzes karddal repkedve és ellenségeit fenyegetve…Forrás: Márk Krónikája- Képes krónika

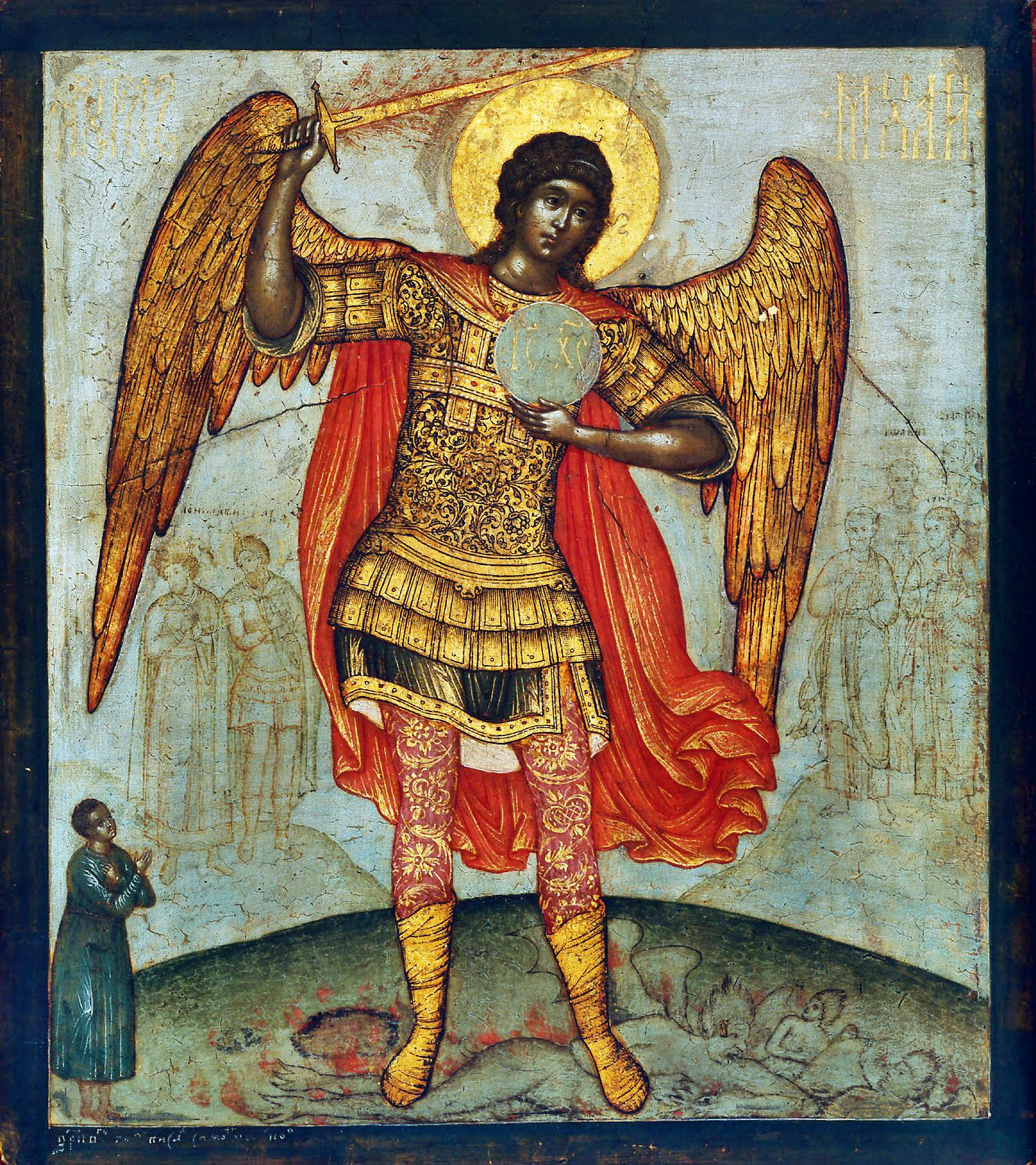
Szent Mihály-ikon, Szentpétervár

## Szimbolika
A többi főangyalhoz hasonlóan a művészetben általában szárnnyal van ábrázolva, egyházi ruhában (alba, dalmatika vagy pluviálé), vagy harci öltözékben (karddal, pajzzsal és kopjával), lábánál a legyőzött sárkánnyal (a Sátán megtestesítőjével).
Többször ábrázolják mérleggel a kezében, mint a jó és a rossz eldöntésére hivatott személyt, a lelkek mérlegelőjét. A gnosztikusoknál Szent Mihály az „Aeonok Feje”.
Mihály (Micháél) és Gábor (Gabriél) arkangyal képe megjelenik a magyar Szent Koronán is.
A magyar néphagyományban Szent Mihály ott van a haldoklók mellett, segít itt hagyni a földi világot, átkíséri a lelkeket a túlvilágra. Ehhez az elképzeléshez kapcsolódik a Szent Mihály lova elnevezés. Innen a magyar néphagyományban a Göncölszekér másik neve, Szent Mihály szekere, sőt, a Tejút egyik középkori neve Szent Mihály útja.
Mihály arkangyal nevével sokan éltek, sokan használták. Például Corneliu Zelea Codreanu román jobboldali vezető és gondolkodó, aki a két világháború között megszervezte az erősen vallásos Mihály Arkangyal Légiót („Legiunea Arhangelului Mihai”). Tagjait legionáriusoknak hívták. A szervezet neve 1930-tól Vasgárda lett.

## Szent Mihály hava
Szeptember 29. Szent Mihály arkangyal ünnepe. Ekkor volt a kisfarsang időszakának kezdőnapja, a lakodalmak ideje, mely Katalin napig (november 25.) tartott. Mihály napjától várták az időjárás hidegre, téliesre fordulását: „Szent Mihály öltöztet, Szent György vetkőztet.” Ezzel is magyarázható, hogy Szent Mihály és Szent György napján történtek a lakásváltozások vagyis a bérlakást csak ezeken a napokon lehetett felmondani a tulajdonosoknak és bérlőknek. Ettől a naptól nem volt szabad az ágyneműt az udvaron szellőztetni. Szeptember 29. Szent Mihály arkangyal napja a betakarítás befejezésének a jelképe. Szeptembert „Szent Mihály havának” is szokták hívni.

## Szent Mihályról elnevezett helyek

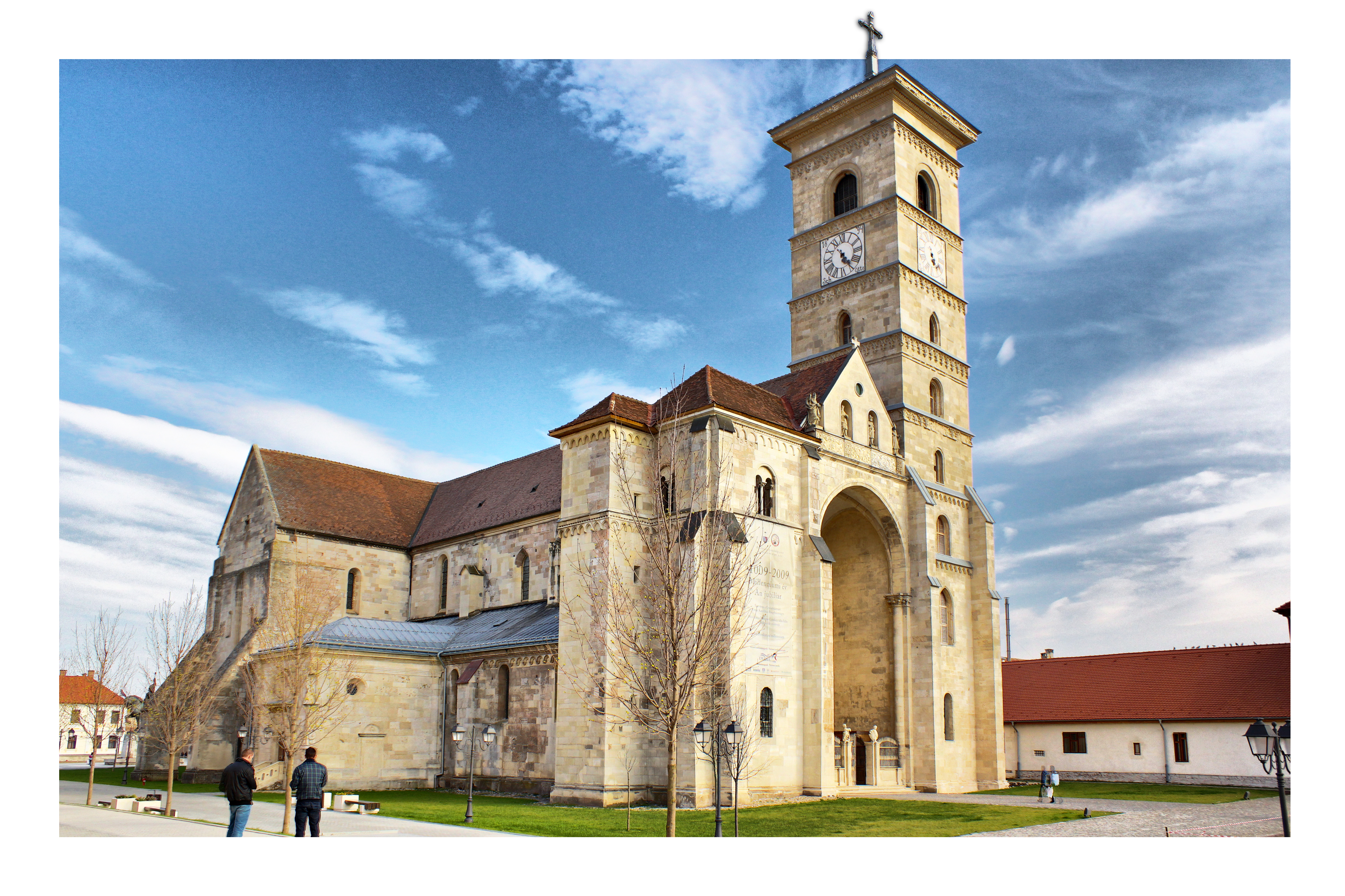
A gyulafehérvári Szent Mihály-székesegyház

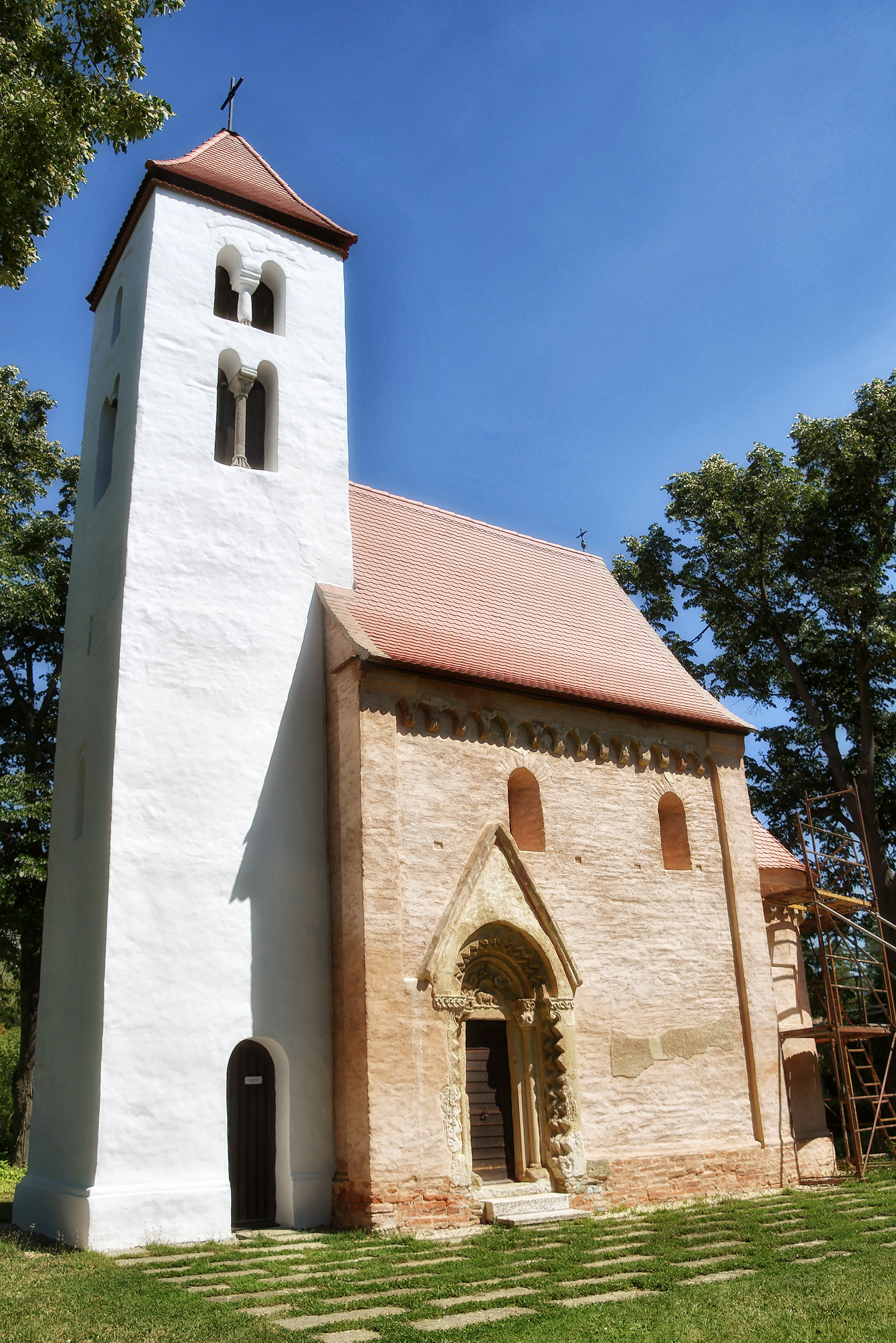
A csempeszkopácsi Szent Mihály-templom délnyugat felől

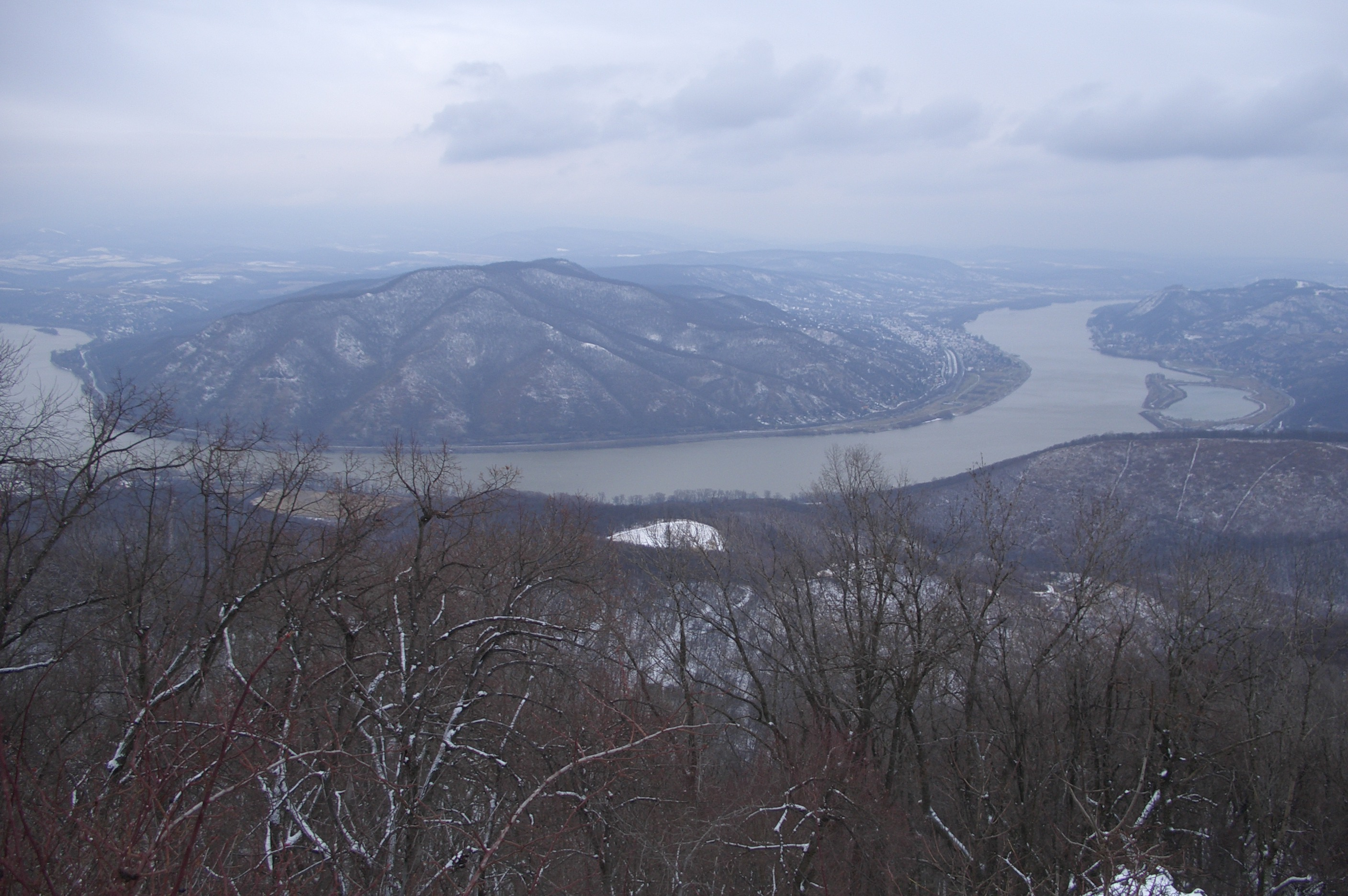
A Szent Mihály-hegy a Dunakanyarban a Prédikálószékről nézve

### A történelmi Magyarországon
A magyar katolikus templomok esetében (a történelmi Magyarországot is beleértve) a leggyakoribb titulus (védőszent) a Szent Mihály (gyakran Szent Gábriel arkangyallal közösen). A "szentmihály" összetételi taggal alkotott helységnevek általában ennek az emlékét hordozzák.
- Apátszentmihály település, Pozsony vármegye
- Csíkszentmihály település, Csík vármegye, Erdély
- Kisszentmihály település, Vas vármegye, Ausztria, Burgenland
- Mihálka település, Máramaros vármegye, Kárpátalja
- Mikó település, Zemplén vármegye, nevét Szent Mihály tiszteletére szentelt görög katolikus templomáról kapta.
- Nagyszentmihály település, Vas vármegye, Ausztria, Burgenland
- Pusztaszentmihály település, Vas vármegye, Ausztria, Burgenland
- Rákosszentmihály, Budapest XVI. kerületének egy része (egykor önálló település)
- Sárszentmihály település, Fejér vármegye
- Tasnádon 1476-ban a jelenlegi református templom Szent Mihálynak volt szentelve.
- Szeged-Szentmihály, Szeged peremvárosa
- Szentmihály település (más néven Tordaszentmihály), Torda-Aranyos vármegye, Erdély
- Szentmihály település, Liptó vármegye
- Szentmihályfa település, Pozsony vármegye
- Székelyszentmihály település, Udvarhely vármegye, Erdély
- Vasszentmihály település Vas vármegye
- Zalaszentmihály település, Zala vármegye
- Szent Mihály-székesegyház, Veszprém
- Szent Mihály-székesegyház, Gyulafehérvár
- A máriapócsi görög katolikus kegytemplom titulusa is – bár mint búcsújáróhely Szűz Máriához kötődik – Szent Mihály arkangyal.
- Az első és eddig egyetlen magyarországi kopt ortodox templom Budapest-Szemeretelepen Szűz Mária és Szent Mihály Arkangyal titulusára lett felszentelve.[7]
- Szent Mihály-templom, Csempeszkopács, Vas vármegye, kiemelkedő építészeti emlék.
- Szent Mihály evangélikus templom, Kisdisznód, egy kiemelkedő jelentőségű erdélyi műemléktemplom
- Szent Mihály-templom, Kolozsvár
- Szent Mihály-templom, Sopron, a város legkorábbi plébániatemploma.
- Szent Mihály-templom, Tar, Nógrád vármegye, jelentős műemlék.
- A bánhidai Szent Mihály plébániatemplom, Tatabánya
- Az egykori Margit-szigeti premontrei konvent (Budapest) kápolnája is Szent Mihály tiszteletére lett felszentelve.
- Az egykori Lövöldi karthauzi kolostor (Városlőd mellett) védőszentje ugyancsak Szent Mihály volt.
- Szent Mihály kapu Pozsonyban
- Szent Mihály-hegy (485 m) Nagymaros és Zebegény között, a Börzsöny hegység legdélebbi nyúlványa, a Dunakanyar központi magaslata, oldalában remetebarlangokkal

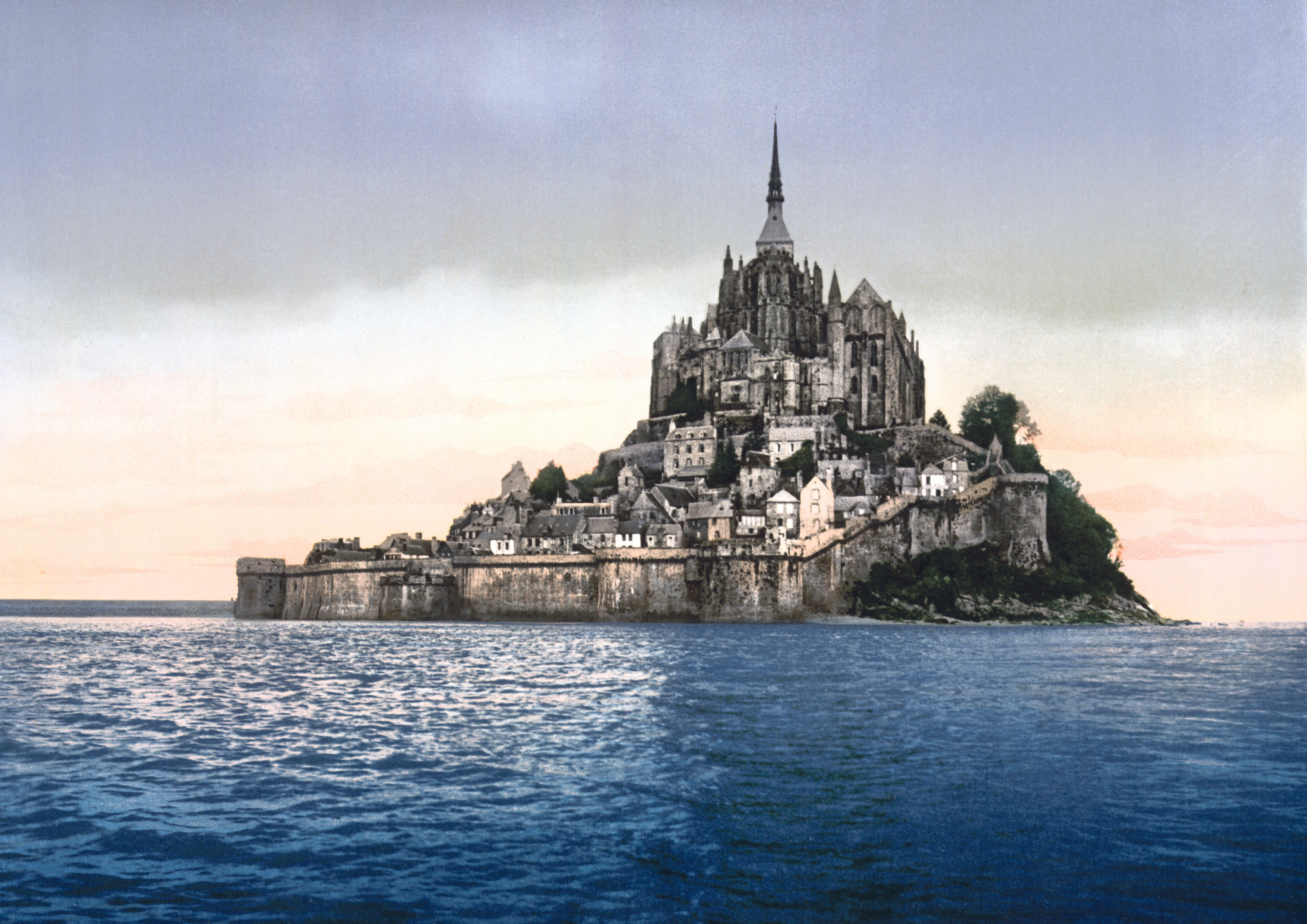
Mont-Saint-Michel, Franciaország

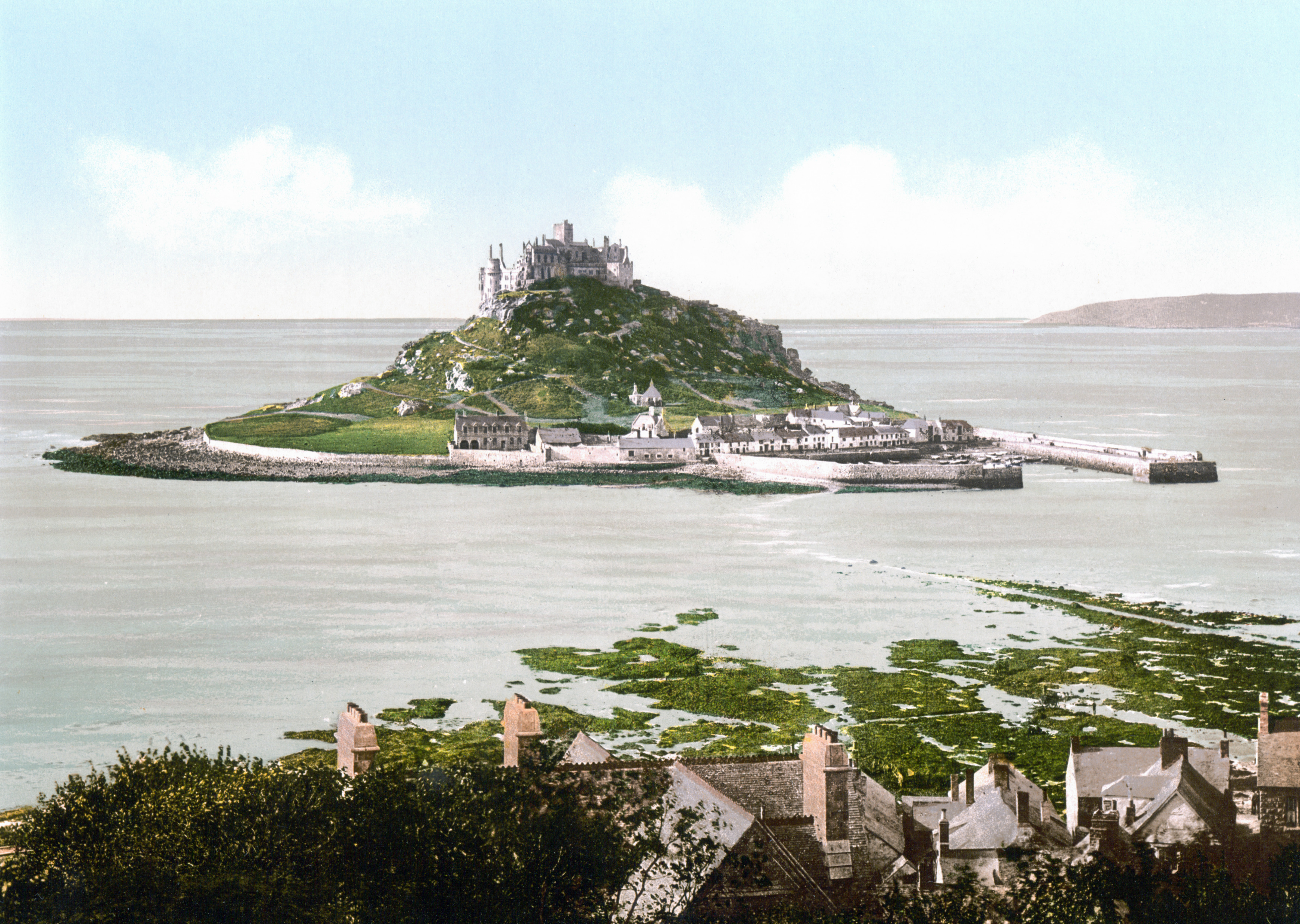
St. Michael’s Mount, Cornwall

- Szent Mihály-domb, Vonyarcvashegy

### Külföldön
- Arhangelszk, Oroszország
- Mont-Saint-Michel, Franciaország
- St. Michael’s Mount, Cornwall, Anglia
- Skellig Michael, Mihály-szikla, egykori ír kolostorsziget
- Szent Mihály-székesegyház, a Szent Mihály aranykupolás kolostor fő temploma Kijevben, Ukrajna.
- Arhangelszkij-székesegyház, Moszkva. A főváros Szentpétervárra való áthelyezéséig a moszkvai nagyfejedelmek és az orosz cárok temetkezőhelye.
- Szent Mihály-székesegyház, Sitka (korábban Novoarhangelszk, az egykori Orosz-Alaszka székhelye), Alaszka, Amerikai Egyesült Államok
- Szent Mihály-templom, az osztrák megszállók által lebontott középkori templom a Wawelben, Krakkó, Lengyelország
- Szent Mihály-templom, Fulda, Németország.
- Szent Mihály templom, München, a legnagyobb reneszánsz stílusú templom az Alpoktól északra
- Az Angyalvár (Róma) nevét adó angyal is Szent Mihály.
- Monte Sant’Angelo, ősi és ma is népszerű Szent Mihály-zarándokhely Olaszországban.
- A Doberdó-fennsík (Olaszország) meghatározó magaslata a Monte San Michele (Szent Mihály-hegy).
- A gótikus Szent Mihály-torony, Bordeaux, Dél-Franciaország legmagasabb építménye
- Szent Mihály sugárút, Párizs
- Sacra di San Michele, Sant'Ambrogio di Torino, Olaszország
- A lévai Szent Mihály arkangyal-plébániatemplom Felvidék - (Szlovákia)

## A Szent Mihály-ima
XIII. Leó pápa (1810-1903, 1878-tól pápa) éppen szentmiséjét fejezte be egy vatikáni kápolnában 1884. október 13-án. Már távozni készült, amikor hirtelen megállt az oltár lépcsőjénél. Mereven állt mintegy tíz percig, mint aki önkívületbe esett. Arca hamuszürke lett. Amikor végre megmozdult, egyetlen szót sem szólt a körülötte állókhoz, hanem dolgozószobájába sietett és íróasztalához ült. Ott megfogalmazta azokat az imákat, amelyek végzését minden szentmise után elrendelte. Ezek egyike az alább következő imádság Szent Mihály támogatásáért a sátán elleni harcban. 
Szent Mihály arkangyal,

védelmezz minket a küzdelemben;

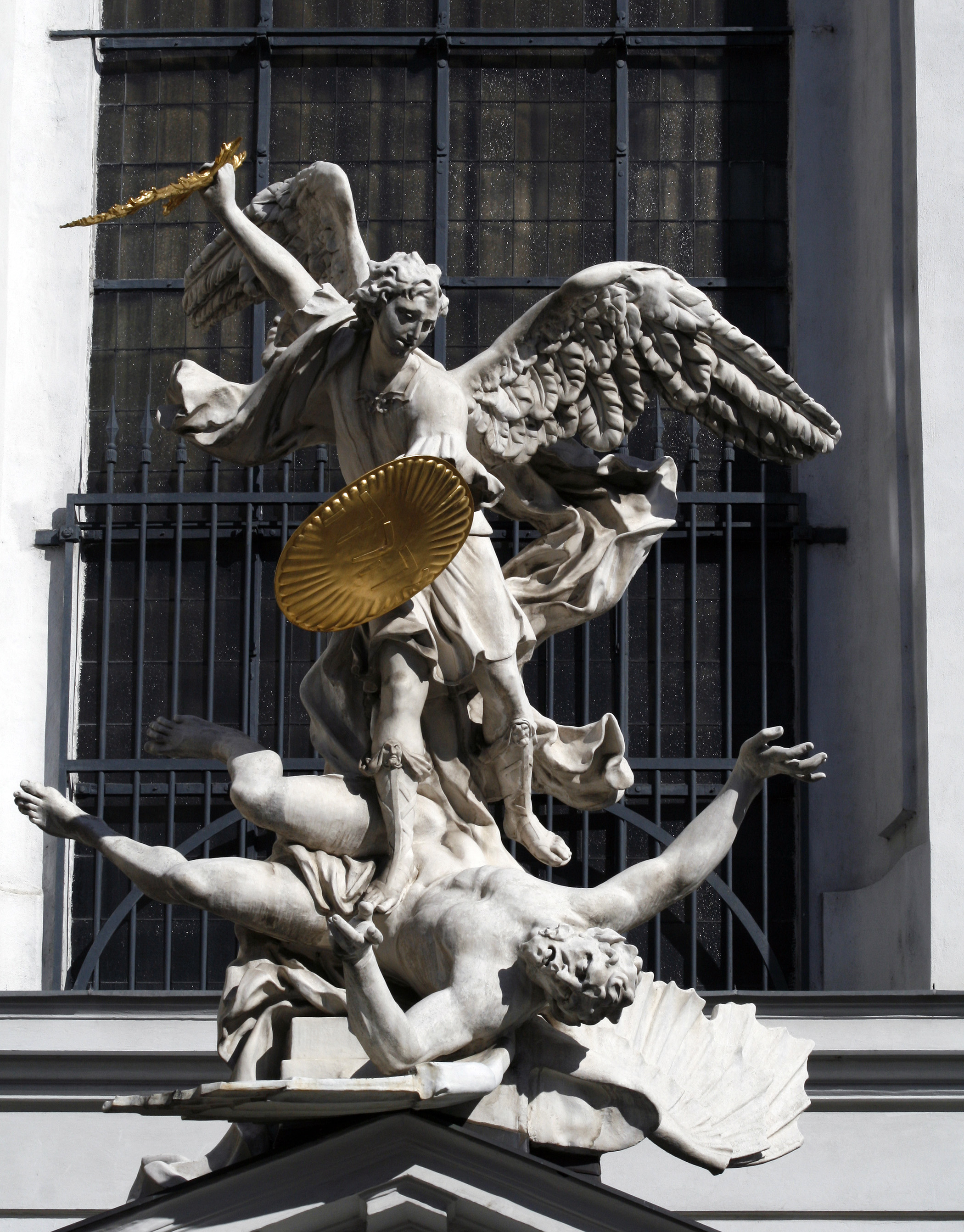
Szent Mihály arkangyal szobra Bécsben, a Szent Mihály-templom bejárata előtt

a sátán gonosz kísértései ellen légy oltalmunk!

Esedezve kérjük: „Parancsoljon neki az Isten!”

Te pedig, mennyei seregek vezére,

a sátánt és a többi gonosz szellemet,

akik a lelkek vesztére körüljárnak a világban,

Isten erejével taszítsd vissza a kárhozat helyére!

Amen.
Bizalmas munkatársainak XIII. Leó elárulta, hogy ördögien gonosz hangot hallott, amint ezt mondta: 
– El tudom pusztítani Egyházadat! 
Jóságos hang válaszolt. A pápa úgy érezte, az Úr beszél a sátánnal. Hasonlóan a Jób könyvében zajló párbeszédhez (Jób 1,6-12; 2,1-7), a sátán időt és felhatalmazást követelt, hogy csapásokkal sújtsa az Egyházat, az Úr pedig hatalmat engedett neki a 20. század nagyobb része fölött, hogy Egyházát próbára tegye.
XIII. Leó döntésének megfelelően az ima a mise kötelező része lett egészen a 2. vatikáni zsinatot követő liturgikus reformig, amely felülírva a pápa döntését, betiltotta az imát. 
A hívők ugyan imádkozhatják ezt a változatot, de a misének már nem része. 
A Mihály arkangyalt megszólító Leó imák között létezik hosszabb változat, az ún. Leó-féle Kis exorcizmus. Az Exorcizmus alcíme: "A sátán és a bukott angyalok ellen", a pápa 1890-ben adta ki. Ezt az Exorcizmust a Hittani kongregáció 1985. szeptember 29-én, azaz épp Mihály arkangyal ünnepnapján betiltotta a hívek számára.  A világi hívek még részben sem használhatják ezt a lázadó angyalok elleni ördögűző imádságot.  
A tiltás nemcsak a Szent Mihályt megszólító imákra terjed, ki ennél általánosabb érvényű. Egyházi értelmezése szerint:
"Tilos tehát – meghatalmazás nélkül – így imádkozni Félixért: „Gonosz lélek, Jézus nevében távozz el Félixtől.” Szabad viszont, minden meghatalmazás nélkül, így imádkozni Félixért: „Istenem, Jézus nevében távozzon el a gonosz lélek Félixtől."
A katolikus egyházon belül is megfogalmazódtak kritikák a liturgikus zsinatot illetően, hisz az olyan fegyvereket vett ki a hívek kezéből, amit XIII. Leó pápa adott a kezükbe. Erre az az egyház hivatalos válasza az, hogy "az egyházi elöljáróinknak való készséges engedelmesség" elegendő fegyver.

## Szent Mihály rózsafüzére
Szent Mihály arkangyal megjelent Antonia d'Astognacnak és elmondta, hogy szeretné, ha kilenc fohásszal tisztelnék őt. Megígérte, hogy aki ezt a rózsafüzért elmondja az ő tiszteletére, azt kilenc angyal fogja fogadni az angyalok kilenc karából, amikor a szent asztalhoz járul. Ha valaki naponta mondja ezt az imát, annak ezen felül egész életében szüntelen segítséget nyújtanak a szent angyalok, és halála után saját magának és rokonainak a tisztítótűzből való kiszabadulását is megígéri Szent Mihály.
Felépítése: 

bevezetés (4 szem)

9 harmad (9-szer 1+3 szem)
Elmondása: 

bevezetés (1. szem): 

Ó, Istenem, jöjj segítségemre! Ó, Istenem, ne késlekedj, segíts meg! Szent Mihály arkangyal! Neked ajánlom halálom óráját. Tartsd fogva akkor a gonosz ellenséget, hogy ne kísérthessen meg engem és ne ártson lelkemnek. + 1 Miatyánk 

bevezetés (2. szem): 

Szent Gábriel arkangyal! Esdj ki számomra Istentől élő hitet, erős reményt, bensőséges szeretetet, s nagy áhítatot a legszentebb Oltáriszentség iránt. + 1 Miatyánk 

bevezetés (3. szem): 

Szent Rafael arkangyal! Vezess engem minden időben az erény és a tökéletesség útján. + 1 Miatyánk 

bevezetés (4. szem): 

Szent Őrangyalom! Eszközölj ki számomra isteni sugallatokat s különleges kegyelmet, hogy azokat követni tudjam. + 1 Miatyánk
1. harmad: 

Szent Mihály és a Szeráfok égi karának közbenjárására engedje meg nekünk az Úr, hogy a tökéletes felebaráti szeretet tüze lángoljon bennünk! Ámen. + 1 Miatyánk + 3 Üdvözlégy 

2. harmad: 

Szent Mihály és a Kerubok égi karának közbenjárására adja meg nekünk a kegyelmet az Úr, hogy elhagyjuk a gonoszság útját, és a keresztény tökéletesség útjára lépjünk! Ámen. + 1 Miatyánk + 3 Üdvözlégy 

3. harmad: 

Szent Mihály és a Trónok mennyei karának közbenjárására öntse szívünkbe az Úr az alázat igazi és őszinte lelkét! Ámen. + 1 Miatyánk + 3 Üdvözlégy 

4. harmad: 

Szent Mihály és az Uralkodók égi karának közbenjárására adja meg nekünk az Úr a kegyelmet, hogy uralkodni tudjunk érzékeinken és elhagyjuk rendetlen szenvedélyeinket! Ámen. + 1 Miatyánk + 3 Üdvözlégy 

5. harmad: 

Szent Mihály és a Hatalmasságok égi karának közbenjárására töltse el lelkünket az Úr az engedelmesség igaz lelkével! Ámen. + 1 Miatyánk + 3 Üdvözlégy 

6. harmad: 

Szent Mihály és az Erősségek égi karának közbenjárására engedje meg nekünk az Úr, hogy megvédjék lelkünket az ördög kelepcéi és kísértései ellen! Ámen. + 1 Miatyánk + 3 Üdvözlégy 

7. harmad: 

Mihály és a Fejedelemségek égi karának közbenjárására óvjon meg bennünket az Úr a bűntől, és ne engedje, hogy kísértésbe essünk! Ámen. + 1 Miatyánk + 3 Üdvözlégy 

8. harmad: 

Szent Mihály és az Arkangyalok égi karának közbenjárására adja meg nekünk az Úr a hitben és minden jóban való állhatatosságot, hogy elnyerhessük a Paradicsom dicsőségét! Ámen. + 1 Miatyánk + 3 Üdvözlégy 

9. harmad: 

Szent Mihály és a szent Angyalok közbenjárására adja meg nekünk az Úr, hogy megvédjenek földi életünkben, majd az örök dicsőségbe vezessenek bennünket! Ámen. + 1 Miatyánk + 3 Üdvözlégy
záró ima: 

Ó dicsőséges angyalfejedelem, Szent Mihály, a mennyei seregek feje és parancsolója, lelkünk őre, a lázadó lelkek legyőzője, az isteni Király házának szolgája és a mi csodálatos vezetőnk, aki kiváló és emberfeletti erényektől ragyogsz, segíts megszabadulnunk minden bűntől! Bizalommal fordulunk Hozzád, kegyes védelmeddel tégy alkalmassá, hogy egyre hűségesebben szolgálhassuk Istent! Imádkozzál érettünk, ó dicsőséges Szent Mihály, Jézus Krisztus Egyházának fejedelme, hogy méltók lehessünk Jézus ígéreteire! Könyörögjünk! Mindenható örök Istenünk, aki jóságos akaratoddal és minden ember üdvösségét kívánó irgalmaddal
Szent Mihály arkangyalt Egyházad fejedelmévé tetted, kérünk Téged, tégy minket méltóvá arra, hogy Szent Mihály megszabadítson minket minden ellenségünktől, halálunk óráján pedig bántalmazóinktól, és ő vezessen minket isteni Felséged magasságos jelenlétébe! Ámen.

## Ajánlott irodalom
- Tamási Balázs, Xeravits Géza, Szabó Xavér: Angyalok az ókortól Szent Tamásig (L’Harmattan Budapest 2011)